# Panne (charpente)
Pour les articles homonymes, voir Panne.

Vocabulaire de la charpente.

La panne est une pièce de charpente posée horizontalement sur les fermes et maintenue par les échantignoles. Elle supporte les chevrons.
Elle relie les fermes et/ou les pignons et sert de support au système de couverture (platelage type bac acier, plateau, panneau bois, plaque fibre ciment, translucide ou chevrons + liteaux + tuile).
En fonction de sa position dans la charpente, la panne prend un nom particulier : 
- la panne faîtière, située au sommet de la charpente d'un toit à pans ;
- la panne sablière, située en bas de pente. Elle peut s'appuyer sur la tête du mur. Autrefois, la maçonnerie était garnie d'un lit de sable pour aplanir et régler le support ;
- les pannes intermédiaires, situées entre la panne sablière et la panne faîtière, sont appelées pannes ventrières. Un versant de toiture peut comporter plusieurs pannes ventrières.